# لين كولينز
لين كولينز (بالإنجليزية: Lynn Collins)‏ (و. 1977 – م) هي ممثلة، وممثلة تلفزيونية، وممثلة مسرحية، من الولايات المتحدة الأمريكية، ولدت في هيوستن، تكساس.

## التعليم
تعلمت في مدرسة جوليارد، وKlein High School ‏.

## وصلات خارجية
- لين كولينز على موقع IMDb (الإنجليزية)
- لين كولينز على موقع روتن توميتوز (الإنجليزية)
- لين كولينز على موقع ألو سيني (الفرنسية)
- لين كولينز على موقع تيرنر كلاسيك موفيز (الإنجليزية)
- لين كولينز على موقع أول موفي (الإنجليزية)
- لين كولينز على موقع قاعدة بيانات برودواي على الإنترنت (الإنجليزية)
- لين كولينز على موقع قاعدة بيانات الأفلام السويدية (السويدية)
- لين كولينز على موقع إن إن دي بي (الإنجليزية)
- لين كولينز على موقع قاعدة بيانات الفيلم (الإنجليزية)
- لين كولينز على موقع كينوبويسك (الروسية)